# Руськобоклинська сільська рада
Ру́ськобокли́нська сільська рада (рос. Русскобоклинский сельский совет) — сільське поселення у складі Бугурусланського району Оренбурзької області Росії.
Адміністративний центр — село Руська Бокла.

## Населення
Населення — 363 особи (2019; 563 в 2010, 849 у 2002).

## Склад
До складу сільської ради входять:
| Населений пункт         | Населення, осіб (2002) | Населення, осіб (2010) |
| ----------------------- | ---------------------- | ---------------------- |
| Горіловський, селище    | 33                     | 20                     |
| Жовтий Ключ, селище     | 8                      | 2                      |
| Земсков, селище         | 94                     | 67                     |
| Огородничеський, селище | 3                      | 0                      |
| Руська Бокла, село      | 484                    | 355                    |
| Сапожкино, село         | 227                    | 119                    |